# Paumotella takemoana
Paumotella takemoana är en ringmaskart som beskrevs av Chamberlin 1919. Paumotella takemoana ingår i släktet Paumotella och familjen Serpulidae. Inga underarter finns listade i Catalogue of Life.